# Words Are Not Enough
"Words Are Not Enough" é o segundo single do álbum Internacional (2002), da dupla brasileira Sandy & Junior. A canção foi lançada em outros países além do Brasil, como Estados Unidos, Espanha e França. Essa música teve versões em espanhol, intitulada "Convence Al Corazón" e em francês, recebendo o nome de "Le Pire Des Mots". O videoclipe da música foi gravado na Espanha nas três versões (inglês, espanhol e francês). Trata-se de uma regravação do grupo britânico Steps.

## Faixas

### Single Promocional Brasileiro
1. Words Are Not Enough - 03:07
2. Convence Al Corazón - 03:05
3. Le Pire Des Mots - 03:15
4. Super Herói - 03:45

### Convence Al Corazón (Promocional da Espanha)
1. Convence Al Corazón

### LP Promocional
1. Lado A: Words Are Not Enough (Spanish Fly Remix) - 5:30
2. Lado A: Words Are Not Enough (Full Phatt Remix) - 3:25
3. Lado B: Convence Al Corazón (Spanish Fly Remix) - 5:30
4. Lado B: Convence Al Corazón (Full Phatt Remix) - 3:25

### CD Words Are Not Enough PROMO REMIX
1. Words Are Not Enough (Spanish Fly Remix) - 5:30
2. Words Are Not Enough (Full Phatt Remix) - 3:25